# Georges Corsselaar
Georges Corsselaar ook bekend als George Corsselaar van Witthem (1500-1545) uit het huis Corsselaar. Hij was een zoon van Filips Corsselaar (1471 - 1523) en Johanna van Halewijn (1470-1521).
George was heer van IJse, Eerken en Neerijse 
Hij trouwde met Johanna van Jauche de Mastaing (-1545). Zij was de dochter van Anthonie van Geten, graaf van Lierde, heer van Mastaing, Hérimez, Brugelette en Bolignies (-1535) en Josine van Vlaanderen, vrouwe van Drinckam, Hievse en Thaloushof (-1535). Uit zijn huwelijk werd geboren:
- Anthonie Corsselaar van Witthem, heer van Eerken en IJse/Neerijse  (1530-1590). Hij trouwde met Johanna Jossine van Noyelles (1540-1590)
- Johanna II Corsselaar van Wittem (1530-). Zij trouwde in 1550 met Philips van Récourt, baron van Licques, burggraaf van Lens en gouverneur van Kamerijk (1525-1588)